# Europa-Parlamentsvalget 2014 i Finland
Europa-Parlamentsvalget 2014 i Finland fandt sted den 25. maj 2014. Ved valget blev valgt Finlands 13 medlemmer til Europa-Parlamentet. Ved valget stemte vælgerne på opstillingsberettigede finske partier eller personer. 

## Valgresultat
| Parti                                         | Mandater | Mandater | Andet     | Andet   | Andet   | Andet   |
| --------------------------------------------- | -------- | -------- | --------- | ------- | ------- | ------- |
| Parti                                         | Mandater | Mandater | Stemmer   | Stemmer | Procent | Procent |
| Kansallinen Kokoomus (dansk: Samlingspartiet) | 3        |          | 390 376   | +3 960  | 22,59 % | −0,6    |
| Suomen Keskusta                               | 3        |          | 339 895   | +23 097 | 19,67 % | +0,6    |
| Perussuomalaiset (dansk: De Sande Finner)     | 2        | +1       | 222 457   | +59 527 | 12,87 % | +3,1    |
| Suomen Sosialidemokraattinen Puolue           | 2        |          | 212 781   | –79 270 | 12,31 % | –5,2    |
| Vihreä liitto                                 | 1        | −1       | 161 263   | –45 176 | 9,33 %  | –3,1    |
| Vasemmistoliitto                              | 1        | +1       | 161 074   | +62 384 | 9,32 %  | +3,4    |
| Suomen ruotsalainen kansanpuolue              | 1        |          | 116 747   | +15 294 | 6,76 %  | +0,7    |
| Suomen Kristillisdemokraatit                  | 0        | −1       | 90 586    | +21 128 | 5,24 %  | +1,1    |
| Piraattipuolue                                |          |          | 12 378    | –       | 0,72 %  | –       |
| Suomen Kommunistinen Puolue                   |          |          | 5 932     | –2 157  | 0,34 %  | –0,1    |
| Itsenäisyyspuolue                             |          |          | 5 668     | +2 105  | 0,33 %  | +0,1    |
| Muutos 2011                                   |          |          | 4 768     | –       | 0,28 %  | –       |
| Köyhien Asialla                               |          |          | 2 667     | –1 671  | 0,15 %  | –0,1    |
| Sinivalkoinen Rintama                         |          |          | 1 176     | –       | 0,07 %  | –       |
| Kristiina Ilmarinen                           |          |          | 526       | –       | 0,03 %  | –       |
| Yhteensä                                      | 13       |          | 1 728 294 |         | 100 %   |         |
| Kilde: Oikeusministeriö 2014                  |          |          |           |         |         |         |